# Matilde Carolina de Baviera
Matilde Carolina de Baviera (Augsburgo, 30 de agosto de 1813-Darmstadt, 25 de agosto de 1862) fue hija del rey Luis I de Baviera y de su esposa, Teresa de Sajonia-Altemburgo.

## Biografía
El 26 de diciembre de 1833, en Múnich, contrajo matrimonio con el gran duque heredero de Hesse-Darmstadt, el futuro Luis III de Hesse-Darmstadt (1806-1877). Luis sucedió a su padre en el año 1848, convirtiéndose Matilde en gran duquesa consorte de Hesse-Darmstadt. No tuvieron hijos.
El Mathildenhöhe , la Mathildenplatz en Darmstadt, y el Mathilde Terraza en la Kästrich en Mainz fueron nombrados después de ella. El nombre de Offenbach-Mathildenviertel también se remonta a ellos. En Múnich Ludwigsvorstadt, la Mathildenstraße recibió su nombre.

## Títulos y tratamientos
Esta tabla aún no está actualizada. Puedes contribuir aportando información sobre títulos y tratamientos de esta persona.

## Distinciones honoríficas
- 2 de noviembre de 1860:  Dama de la Orden de las Damas Nobles de la Reina María Luisa.[1] (Reino de España)

## Ancestros
| Predecesor: Guillermina de Baden | Gran duquesa consorte de Hesse y del Rin 5 de marzo de 1848-25 de mayo de 1862 | Sucesor: Alicia del Reino Unido |